# Веллекенс, Ян Баптиста
Ян Ба́птиста Ве́ллекенс, реже Ян Баптист Веллекенс, (нидерл. Jan Baptista Wellekens, 13 февраля 1658 года, Алст — 14 мая 1726 года, Амстердам), нидерландский поэт и художник.
Родившийся в Алсте сын зажиточного торговца тканями Корнелиса Веллекенса и Магдалены Клокгитер Ян Батист был отправлен родителями в Амстердам учиться ювелирному делу у дяди с материнской стороны. Живопись, однако, привлекала Веллекенса больше чем ювелирное дело: он учился у Антония де Греббера и совершил путешествие в Италию для продолжения обучения, где провёл одиннадцать лет. В 1687 году у него в Венеции случился инсульт, вынудивший Веллекенса вернуться в Нидерланды. Всю оставшуюся жизнь Веллекенс страдал от подагры, со временем у него сильно ухудшилось зрение. Всё это затруднило продолжение карьеры художника. Единственной известной живописной работой Веллекенса является портрет его матери .
В 1699 году Веллекенс женился на Иоанне ван Харденбрук. В браке родились четверо детей, двое из которых, сын Корнелис и дочь Магдалена-Барбара пережили отца .
.
В 1710 году вышел его первый поэтический сборник: сборник идиллий «Dichtlievende Uitspanningen», созданный совместно с Питером Вламингом. Сборник был переиздан в 1735 году. В 1715 году он опубликовал перевод «Аминты» Тассо и «Трактат о пасторальной поэзии». Ван дер Аа и Витсен Гейсбеек называют Веллекенса «отцом пасторальной поэзии». Тем не менее, творчество Веллекенса не ограничивается пасторальной поэзией как следует из посмертно изданного дочерью поэта трёхтомного сборника (1729-1737).
Веллекенс также известен рядом стихотворений написанных по случаю: на свадьбу или на смерть. Одним из наиболее известных является написанное на смерть Розелинче, дочери Питера Вламинга.

Aan Lycoris, op het afsterven van haar dochtertje Rozelyntje
Is Rozelyntje neergestort?

Die lieve en jonge spruit verdort?

Helaas! wie helpt my klagen?

Maar wie verbaast zich dat een bloem

Hoe schoon, hoe eêl en ryk van roem,

Wert door een hagelbui geslagen!
Lycoris, zijt toch niet bedrukt:

Z' is niet geslagen, maar geplukt

Door hares Scheppers handen,

Eer dat een spin, of vuil gediert,

Haar zuivre blaadjes heeft ontciert,

Of middagzon haar deed verbranden.
Zy is geplukt, om weer verplant

Te worden, in het heilig lant;

Daar zal zy eeuwig bloeien.

O zalig bloempje! wie benijd

Dat gy altijd gelukkig zijt,

Na 's Hemels dauw u zal besproeien?
Lycoris, wiltge uw bloempje weêr?

Of wilt gy 't laten by den Heer,

Die 't beter zal als gy bewaren?

Die keur, dunkt my, vereischt geen raad.

Zo, zo: herstel uw bly gelaat.

Haar welstant moet elk vreugde baaren